# Arnaldo Lopes Martins
Arnaldo Lopes Martins (Rio de Janeiro, 11 de novembro de 1934 — Porto Velho, 3 de janeiro de 1999) foi um militar, economista, engenheiro, administrador e político brasileiro. Filho de Durval de Souza Martins e de Maria Madalena Lopes Martins.
Era casado com Telma Regina Nunes de Melo Martins, com quem teve um filho.

## História
Formou-se em economia pela Sociedade Universitária de Ensino Superior e Cultura, em engenharia pela Academia Militar da Agulhas Negras e pela Escola de Educação Física do Exército,e em administração de empresas pela Faculdade Morais Júnior.
Durante muitos anos seguiu carreira militar passando pela Escola de Aperfeiçoamento de Oficiais, pelo Centro de Preparação dos Oficiais da Reserva e pelo Batalhão de Engenharia e Construção, aonde já assumia um posto de tenente-coronel. Em 1980, foi nomeado pelo governador Jorge Teixeira de Oliveira prefeito do município de Vilhena atuando no cargo até o ano de 1982, ano em que elegeu-se para a Assembleia Legislativa pelo PDS (Partido Democrático Social), se tornando um dos responsáveis pela criação da primeira lei de Rondônia.
Foi eleito em agosto de 1987, após exigir a recontagem dos votos das eleições do ano anterior e receber uma decisão favorável do TSE, como deputado federal pelo PMDB (Partido do Movimento Democrático Brasileiro). Votou a favor de diversos projetos como: a pena de morte, mandato de cinco anos para o então presidente José Sarney, da unicidade sindical, da limitação dos juros reais em 12% ao ano, da criação de um fundo de apoio à reforma agrária, legalização do jogo do bicho, voto facultativo aos 16 anos e a jornada semanal de 40 horas.
Em 3 de janeiro de 1999, foi a Porto Velho para prestigiar o recém-eleito governador José de Abreu Bianco e acabou falecendo durante a viagem.

## Homenagens
Foi homenageado com o batismo do Estádio Municipal Deputado Arnaldo Lopes Martins, o Portal da Amazônia, na cidade de Vilhena.